# Eloeophila superlineata
Eloeophila superlineata là một loài ruồi trong họ Limoniidae. Chúng phân bố ở miền Tân bắc.